# ده كهنة روغر (بشتكوه)
ده کهنة روغر (بالفارسية: ده کهنه روگر) هي قرية تقع في إيران في Poshtkuh Rural District. يقدر عدد سكانها بـ 1,166 نسمة .